# Woluwe
A Woluwe belga patak, Brüsszel fővárosi régió területén, a Soignes-i erdő szélén ered és Vilvoorde területén ömlik a Senne folyóba.
A folyó teljes hossza 10,55 km, medre mentén számos parkot és sétányt alakítottak ki, közülük a legjelentősebb a Ten Reuken-park. Mellékfolyói: a Vuilbeek, a Kleine Maalbeek, a Trawool, a Vondelgracht, és a Toevoerkanaal (wachtbekken Trawool).
A Woluwe forrása Watermael-Boitsfort kerületben található (70m tengerszint feletti magasságnál), és érinti Auderghem, Watermael-Boitsfort, Woluwe-Saint-Pierre, Sint-Lambrechts-Woluwe/Woluwe-Saint-Lambert, Evere, Kraainem kerületeket, valamint Zaventem, Diegem és Vilvoorde városok területét. Vilvoorde területén ömlik a Senne folyóba, itt a tengerszint feletti magasság 16m.
A 18-19. században számos vízimalom működött a Woluwe folyása mellett, mint például a Woluwe-St-Lambert kerületben található Moulin de Lindekemale.
Mint nevükből is látható, a brüsszeli Woluwe-Saint-Pierre, Woluwe-Saint-Lambert és Sint-Stevens-Woluwe kerületeket részben a rajtuk keresztülhaladó vízfolyásról nevezték el.